# Camera dei rappresentanti dell'Oregon
La Camera dei rappresentanti dell'Oregon è la camera bassa dell’Assemblea legislativa dell'Oregon. Essa si riunisce, insieme al Senato, nel Campidoglio dello Stato dell’Oregon. 
È composta da 60 membri, ognuno dei quali eletti per un mandato biennale. I rappresentanti non sono soggetti a un numero di mandati.